# のらくら
『のらくら』（The Idle Class）は、1921年公開の短編サイレント映画。 脚本、監督、主演はチャーリー・チャップリン。彼のファースト・ナショナル・ピクチャーズにおける6作目の映画である。
キーストン時代の『チャップリンの総理大臣』やミューチュアル時代の『伯爵』『スケート』と同じく、身分を偽って（本作では意図的な詐称ではなく勘違いによる）上流階級の世界に入り込んで騒動を起こすプロットである。
日本語では『ゴルフ狂』、『ゴルフ狂時代』、ないし『チャップリンのゴルフ狂時代』として言及されることがある。製作段階では『Vanity Fair』という仮題であったが、同名の映画との混同を避けて「怠惰階級」を意味する題名に変更された。

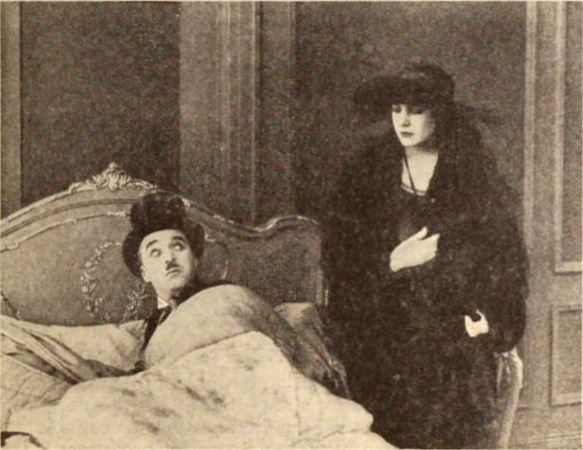

本作でチャップリンは、放浪者と裕福な有閑層の男（夫）の一人二役を演じている。放浪者が暖かな気候とゴルフを楽しむため、とあるリゾート地にやって来る。放浪者は、クラブハウスでの仮装パーティー会場に紛れ込むが、エドナ・パーヴァイアンスの演じる妻は彼を自分の夫と勘違いしてしまう。共演は他に、マック・スウェイン、ジョン・ランド。
ボーリング場を舞台にしたシーンのアウトテイクが残る。外部リンクの"Chaplin Bowling Ball Gag"を参照。

## キャスト
- 放浪者・夫（二役）：チャーリー・チャップリン
- おろそかにされている妻：エドナ・パーヴァイアンス
- 妻の父：マック・スウェイン
- ゴルフ場で寝ている男・警官の制服姿の訪問客（二役）：ヘンリー・バーグマン
- ゴルファー・訪問客（二役）：ジョン・ランド
- ベンチで隣り合う男・訪問客（二役）：アラン・ガルシア
- スリ・訪問客：レックス・ストーリー
- メイド：リタ・グレイ
- 訪問客：グランヴィル・レッドモンド、ロイヤル・アンダーウッド